# 삼성 갤럭시 J7 (2017)
삼성 갤럭시 J7 (2017)은 삼성 갤럭시 J7의 2017년 모델이며 삼성 갤럭시 J7 (2016)의 후속 기종이다. 삼성에서 2017년 출시된 모델로 J라인업 최초로 Full HD Super AMOLED 디스플레이 , AOD, 지문인식, 삼성페이가 탑재된 모델이다. 7.0누가로 출시되었으며 현재 8.1오레오 업데이트 완료된 상태이며 2019년 7월 9.0파이 업데이트가 완료되었다.